# Musée des Beaux-Arts de Libourne
Pour les articles homonymes, voir Musée des beaux-arts.
Le musée des Beaux-Arts de Libourne est le musée d'art de la commune de Libourne, commune du Sud-Ouest de la France située dans le département de la Gironde en région Nouvelle-Aquitaine.
Situé au second étage de l'hôtel de ville, il a été fondé en 1818. Ses collections présentent des œuvres des écoles européennes du XIVe siècle au XXe siècle.

## Histoire
Installé dans le bâtiment de l'Hôtel de ville bâti au XVe siècle et agrandi au début du XXe siècle, le musée a été créé en 1818 sur volonté du duc Élie Decazes (1780-1860), alors ministre de l'Intérieur et proche du roi Louis XVIII.
Originaire de la région puisqu'il naquit à Saint-Martin-de-Laye, le duc Decazes fit envoyer à Libourne des œuvres majeures issues des collections de l’État et conservées au musée du Louvre (anciennement Musée Royal). Une partie de ces œuvres sont encore des dépôts du musée du Louvre, tandis que d'autres ont bénéficié d'un transfert de propriété à la ville de Libourne pour constituer les collections du futur musée.
Le fonds s'est, ensuite, considérablement enrichi par des achats, dons et legs, ainsi que par le dépôt, en 1952, d'une soixantaine d’œuvres de la Ville de Créon, issues du legs d'Antoine Victor Bertal,.
Le musée des Beaux-Arts de Libourne bénéficie aujourd'hui de l’appellation Musée de France,,.

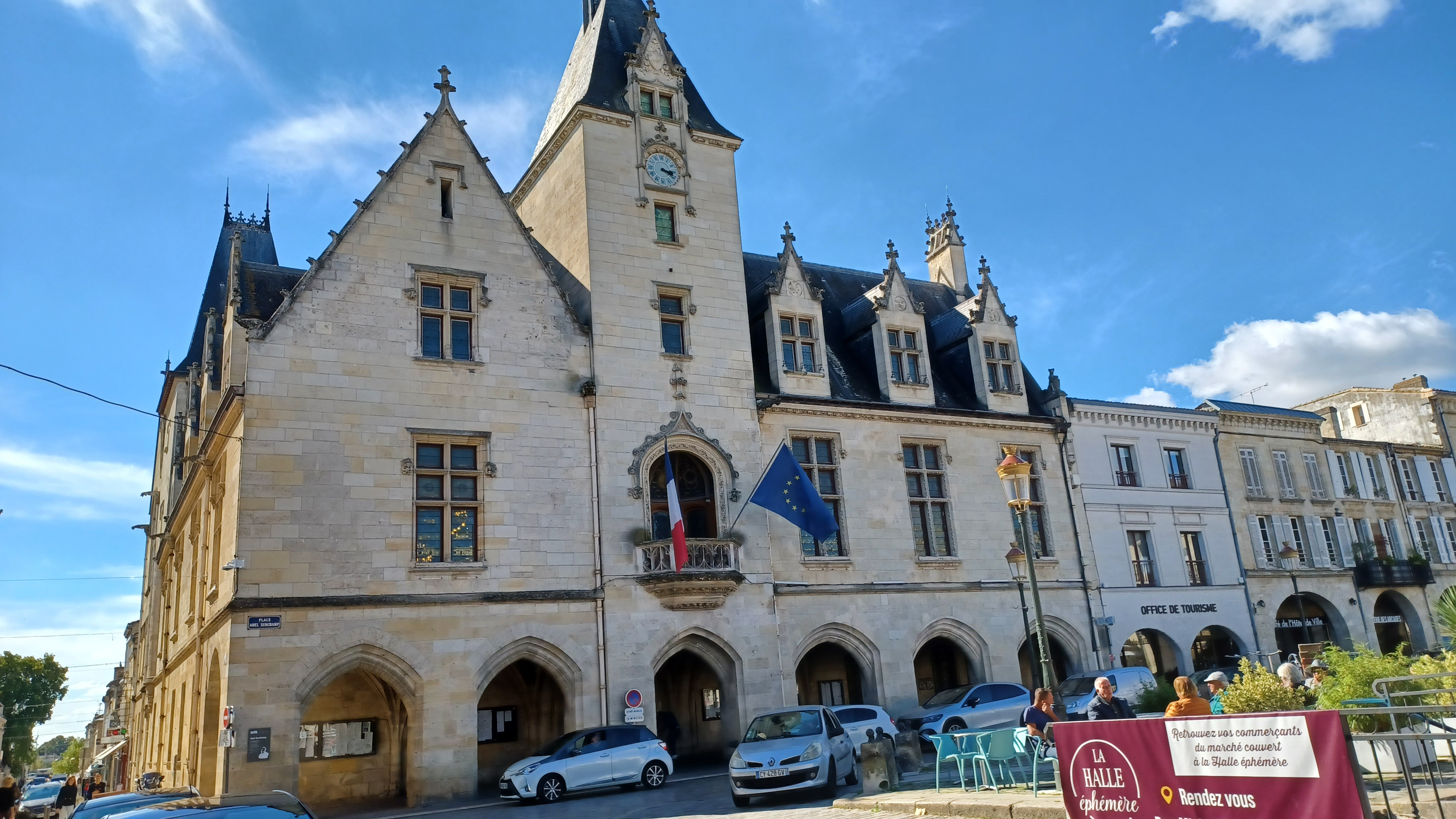
L'hôtel de ville, le musée des Beaux-Arts, au deuxième étage, et l'office de tourisme.

Le musée fut d'abord installé au couvent des Ursulines avant de déménager pour le second étage de l'hôtel de Ville de Libourne en 1836. Les salles du musée ont été rénovées en 2004 et réorganisées en mars 2023.
La chapelle du Carmel, 45, allées Robert Boulin, quant à elle, présente les expositions temporaires du musée des Beaux-Arts de Libourne.
En 2025, le musée acquiert la certitude auprès d'un comité international d'experts qu'il possède une version autographe de l'Atalante et Hippomène de Guido Reni, un tableau reçu en don en 1949 et jusqu'alors considéré comme une copie du XIXe siècle. Il se réorganise alors autour de ce chef-d'œuvre redécouvert, pour le mettre en valeur dans une salle dédiée.

## Collections
- La première salle propose un parcours à la fois chronologique et thématique présentant les collections par école.

Ce parcours débute avec l'école italienne : œuvres siennoises, lucquoises et florentines des XIVe et XVe siècles puis de la Renaissance (un portrait d'une Dame de qualité par Sofonisba Anguissola, l'une des premières femmes peintres professionnelle qui se fit connaître à Crémone, ou encore une œuvre de Gerolamo da Ponte dit Bassano, peintre maniériste vénitien) ; école caravagesque avec une œuvre majeure de Bartolomeo Manfredi (1582-1622), élève du Caravage ; puis des œuvres du XVIIIe siècle inspirée de l'Antiquité à l'image des Fabriques de Servandoni.
La visite se poursuit avec l'école du Nord des XVIe et XVIIe siècles (Cranach l'Ancien, Rubens, scènes de genre de David Teniers dit le jeune et Van Poelenburgh, muses et figures féminines tirées de la mythologie attribuées à Jan Mytens et Abraham Janssens et paysages hollandais) puis quelques œuvres du XVIIIe siècle (allégorie de Mengs).
Enfin, l'école française est bien représentée par le XVIIe siècle, notamment l'entourage de Simon Vouet et l'atelier d'Henri Beaubrun, tous deux peintres du roi Louis XIII, ainsi qu'une œuvre majeure de Nicolas de Plattemontagne, élève de Philippe de Champaigne ; le XVIIIe siècle avec les peintres Jean-Baptiste Santerre, Jacques-François Courtin, Jean-Baptiste Jouvenet, Jacques Van der Burch ou encore Louis-Jean-François Lagrenée, mais aussi des sculpteurs Falconet et Pajou ; enfin, des œuvres historicistes de la Restauration sous le règne de Louis XVIII (1815-1824) puis Charles X (1824-1830) illustrant la propagande royaliste et catholique : La Duchesse d'Angoulême peinte par Benjamin de Rolland en 1817, La Reine Blanche de Castille délivrant des prisonniers par Eugénie Servières (1818), L'arrestation de Saint-Marc par Pierre-Jérôme Lordon (1819), Les Adieux de Marie Stuart partant pour l'Ecosse par Théophile Lacaze (vers 1830), La famille royale à Trianon par Charles-Louis Müller (vers 1830).
- En pénétrant dans la deuxième salle, le visiteur quitte les espaces dédiés à l'historicisme et à la propagande royaliste, pour une plongée dans l'avant-garde des XIXe et XXe siècles,

notamment avec des artistes qui ont traité de thèmes orientalistes (Henriette Desportes, Mathilde Arbey, Émile Aubry, jusqu'aux verres émaillés d'Alphonse Giboin), mais aussi de scènes du quotidien (Jean Despujols, Josè-Louis Engel-Garry).
S'ensuivent des paysages locaux réalisés par des artistes de l’école paysagiste bordelaise dont le chef de file était Louis-Augustin Auguin. Un espace est entièrement consacré au libournais René Princeteau, célèbre peintre animalier, premier maître puis mentor de Toulouse-Lautrec.
- La fin de parcours met en lumière des figures majeures de la première École de Paris (Foujita, Kisling, van Dongen, Charles Kvapil, Anders Osterlind, René Thomsen, Nicolas de Staël) ainsi que des artistes du groupe de Réalité poétique (Roland Oudot, Christian Caillard, Jules Cavaillès) et des peintres de la Nouvelle École de Paris (Gabriel Dauchot, Maurice Poncelet, Yves Brayer).

Quelques œuvres
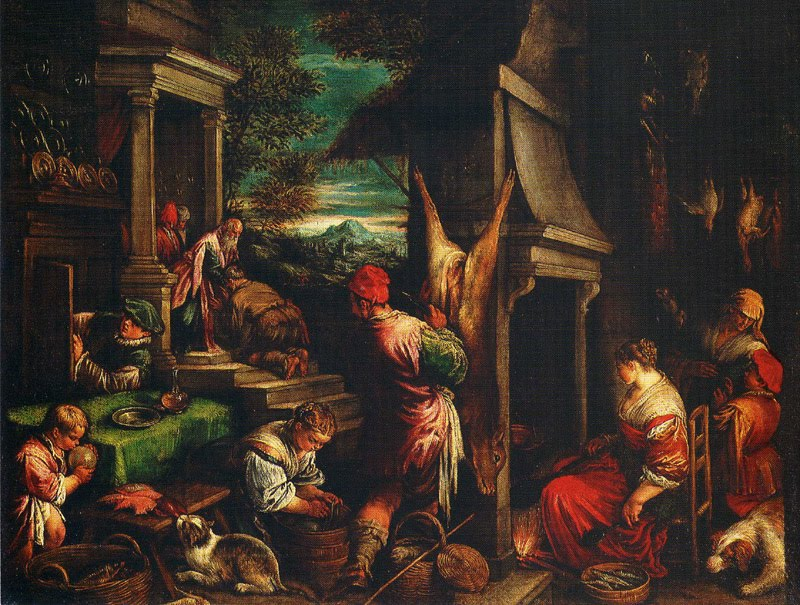
Le Retour du fils prodigue, Jacopo Bassano.
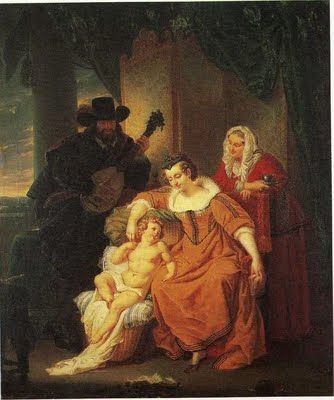
L'Enfance de Montaigne, Pierre-Nolasque Bergeret.
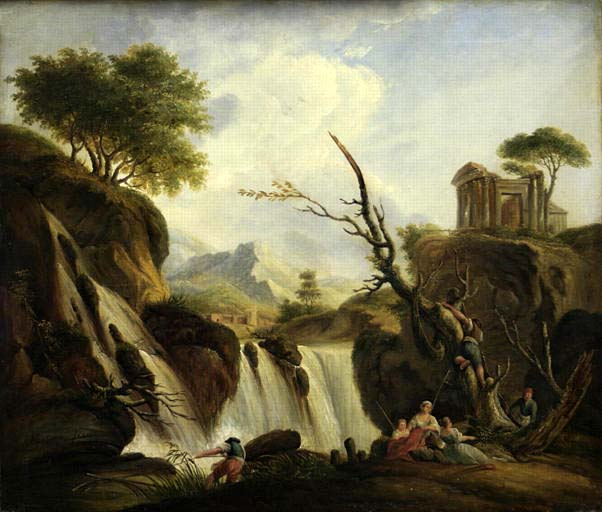
Les Cascades de Tivoli, Charles François Lacroix de Marseille.
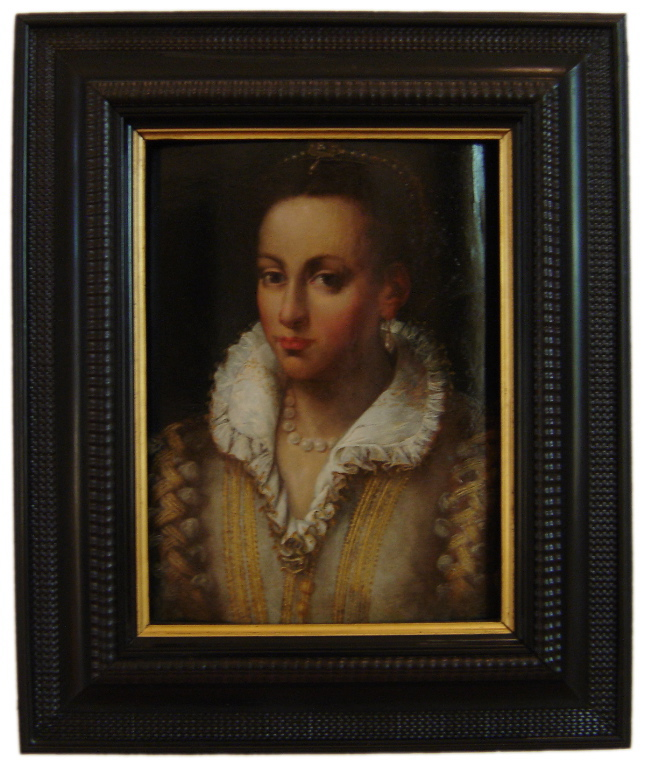
Portrait d'une Dame de qualité, Sofonisba Anguissola.

### Expositions
- « Fabriquer l’art ? Le laboratoire d’expériences », exposition du musée des Beaux-Arts avec l'école d'arts plastiques de Libourne et le Frac (MECA) de Bordeaux, du 27 janvier 2024 au 24 mars 2024, à la chapelle du Carmel à Libourne.
- « Elie Decazes (1780-1860). Une ascension libournaise au service de la France », exposition du 12 octobre 2024 au 12 janvier 2025, Chapelle du Carmel.
- « Collections du musée des Beaux-Arts de Libourne », sur pop.culture.gouv.fr.

### Conférence
- « Le tableau vu par le petit bout de la lorgnette », 6 mars-10 juin 2024, par Caroline Fillon, directrice du musée.